# Сорокин, Борис Андреевич
Бори́с Андре́евич Соро́кин (1893, Колемас, Саратовская губерния — 1972, Пенза) — советский писатель, поэт, журналист, автор мемуаров.

## Биография
Закончил педагогические курсы в Пензе. Слушал лекции в университете Шанявского, где его однокурсником был Сергей Есенин.
Участвовал в Первой мировой войне.
В 1918 году Борис Сорокин возглавил Красную Гвардию Пензы и Пензенской губернии. В 1919 году стал командиром Первого Пензенского коммунистического полка.
В 1927 году стал членом Пензенской ассоциации пролетарских писателей.
С 1929 года работал корреспондентом пензенской газеты «Трудовая правда», позднее работал в газетах Краснодара, Ртищева.
Принимал участие в Великой Отечественной войне. По окончании вернулся в Пензу, где работал в местной прессе.
Почётный гражданин Пензы .
Похоронен на Новозападном кладбище г. Пензы.